# Ретро втроём
«Ретро втроём» — российский фильм, лирическая драма Петра Тодоровского. Ремейк фильма «Третья Мещанская».

## Сюжет
Неудавшийся клоун Сергей Кукушкин возвращается из провинции в Москву, где поселяется у старого друга Кости, бывшего артиста, устанавливающего теперь спутниковые «тарелки», чтобы его прелестная жена Рита могла заниматься художественной фотографией. Когда Костя возвращается из десятидневной командировки, друг признаётся в любви к его жене.

## В ролях
- Елена Яковлева — Рита
- Евгений Сидихин — Костя
- Сергей Маковецкий — Сергей Кукушкин
- Екатерина Двигубская — Зина
- Татьяна Ивченко — Раечка
- Николай Петров — человек в «мерседесе»
- Эльвира Болгова — девушка с виноградом
- Татьяна Вилькина — продавщица мороженого
- Борис Вельшер — курьер
- Александр Жигалкин — моряк
- Владимир Епископосян — спутник Зины
- Юрий Колокольников — жених
- Александр Лырчиков — милиционер
- Анна Скварник — невеста
- Евгений Стычкин — друг Кости
- Сергей Юшкевич — милиционер

## Критика
Фильму не хватило главного — искренности чувств, любовной страсти. То ли герои картины уже перешли некий возрастной рубеж. То ли режиссёр утратил былое творческое вдохновение, посещавшее его, к примеру, в «Военно-полевом романе». «Ретро втроём» вышло, на мой взгляд, скучноватым и пресным. Как будто бы актёры играют не в кино, а в какой-то скучной камерной театральной постановке, при пустом зале.— Александр Фёдоров